# ل. رون هوبارد
لافاييت رونالد هوبارد (بالإنجليزية: Lafayette Ronald Hubbard) (13 مارس 1911 - 24 يناير 1986)، المعروف باسم إل رون هوبارد، وغالبا ما يشار إليه بالحروف الأولى من اسمه، LRH، هو كاتب أمريكي راحل ومؤسس كنيسة السيانتولوجيا. وضعته مجلة سميثسونيان في عام 2014 في قائمة أهم 100 أميركي على الإطلاق، وذلك ضمن أحد عشر شخصية دينية في تلك القائمة. اشتهر هوبارد بقصص الخيال العلمي والفانتازيا، ووضع نظاما يسمى ديانيتكس والذي شرحه أول مرة على شكل كتاب في مايو 1950. وطور أفكاره لاحقا إلى مجموعة واسعة من المذاهب والممارسات كجزء من الحركة الدينية الجديدة التي سماها سينتولوجيا. أصبحت كتاباته جزءا رئيسيا في كنيسة السيانتولوجيا وعدد من المنظمات التابعة لها والتي تعالج موضوعات متنوعة مثل إدارة الأعمال ومحو الأمية وإعادة تأهيل مدمني المخدرات. قامت الكنيسة بنشر هذه المواد بشكل مكثف ما أدرج هوبارد في موسوعة غينيس للأرقام القياسية باعتباره صاحب أكثر مؤلفات مترجمة ومنشورة في العالم. كما أن هوبارد يحمل الرقم القياسي العالمي في الموسوعة لأكبر عدد من الكتب الصوتية المنشورة لمؤلف واحد.
رغم أن الكثير من أحداث حياة هوبارد غير واضحة، فإن هناك اتفاقا عاما حول بعض النقاط الأساسية. ولد هوبارد في تيلدن، نبراسكا، وأمضى معظم طفولته في هيلينا، مونتانا. سافر إلى آسيا وجنوب المحيط الهادئ في أواخر العشرينات مع والده، وهو ضابط في بحرية الولايات المتحدة، إذ تم تعيينه في القاعدة البحرية الأمريكية في غوام. ودرس في جامعة جورج واشنطن في واشنطن العاصمة في بداية الثلاثينات، وقبل أن يترك الدراسة ويبدأ حياته المهنية ككاتب غزير الإنتاج في مجلات اللب. خدم لفترة وجيزة كاحتياط في مشاة البحرية، وكان ضابطا في البحرية خلال الحرب العالمية الثانية، وكان قائدا لسفينتين، السفينة الأمريكية YP-422 والسفينة الأمريكية PC-815. وتم صرفه من القيادة في المرتين عندما رأى رؤساؤه أنه ليس أهلا للقيادة. وقد أمضى الأشهر القليلة الباقية من خدمته في مستشفى للعلاج من قرحة الإثنى عشر.
بعد الحرب، وضع هوبارد أسس علم الديانيتكس، والذي وصفه بأنه «العلم الحديث للصحة العقلية». أسس ديانة السيانتولوجيا في عام 1952 وأشرف على نمو الكنيسة إلى أن تحولت إلى منظمة عالمية. وقضى أغلب وقته خلال نهاية الستينات وبداية السبعينات وسط البحر على أسطول سفنه الشخصية برتبة «عميد بحري» لمنظمة البحر، وهي مجموعة داخلية من نخبة السيونتولوجيين. وانتهت حملته عندما أغلقت بريطانيا واليونان واسبانيا والبرتغال وفنزويلا موانئها في وجه أسطوله. وقد ألغت محكمة في أستراليا وضع الكنيسة القانوني كدين، ولكن أعيد هذا الوضع في زمن لاحق. عاد هوبارد إلى الولايات المتحدة في عام 1975 وعاش في عزلة في صحراء كاليفورنيا. وفي عام 1978، أدانت محكمة في فرنسا هوبارد غيابيا بالاحتيال. تم الاستئناف ونقض إدانات أخرى من نفس المحاكمة، لكن هوبارد توفي قبل تنظر المحكمة في قضيته.
في عام 1983 تم اتهام هوبارد بالاشتراك في التآمر في مؤامرة دولية للتسلل على المعلومات وسرقتها تدعى «عملية سنو وايت». وأمضى السنوات المتبقية من حياته في مزرعته، «ويسبر ويند» قرب كريستون، كاليفورنيا، حيث توفي عام 1986. قامت برعايته مجموعة صغيرة من المسؤولين السيانتولوجيين قبل وفاته بينهم الدكتور يوجين دينك، وذلك لعدد من الأمراض بما في ذلك التهاب البنكرياس المزمن. توفي هوبارد في البيت المتنقل طراز بلو بيرد موديل 1982، والتي كان داخل أملاكه، وكان عمره وقتها 74 عاما.
تصف كنيسة السيانتولوجيا هوبارد بتعابير قديسية،  وكان يصور نفسه على أنه مستكشف رائد، ومسافر حول العالم، وعالم فيزياء نووية وذو خبرة في مجموعة واسعة من التخصصات، بما في ذلك التصوير الفوتوغرافي والفن والشعر والفلسفة. ويصفه منتقدوه، بما في ذلك ابنه إل رون هوبارد الابن (الذي غير اسمه إلى رونالد دي وولف)، بأنه كذاب ودجال وغير مستقر عقليا، وإن قام دي وولف لاحقا بإنكار تلك التصريحات. وُجد أن العديد من تصريحات هوبارد في سيرته الذاتية قد تم اختراعها،  لكن الكنيسة ترفض أي تلميح بأن سجلاتها عن حياة هوبارد ليست حقيقية.

## روابط خارجية
- ل. رون هوبارد على موقع IMDb (الإنجليزية)
- ل. رون هوبارد على موقع الموسوعة البريطانية (الإنجليزية)
- ل. رون هوبارد على موقع ميوزك برينز (الإنجليزية)
- ل. رون هوبارد على موقع إن إن دي بي (الإنجليزية)
- ل. رون هوبارد على موقع ديسكوغز (الإنجليزية)
- ل. رون هوبارد على موقع قاعدة بيانات الفيلم (الإنجليزية)